# Missione aziendale
La missione aziendale (o scopo o dichiarazione di intenti) di un'organizzazione o impresa, è il suo scopo ultimo, la giustificazione stessa della sua esistenza, e al tempo stesso ciò che la contraddistingue da tutte le altre.
In alcuni casi il mission statement si riduce ad uno slogan, mentre in altri è più esaustivo e pone e risolve le questioni di fondo relative all'organizzazione. In tal caso può essere visto anche come una sorta di strategia di lungo periodo.
In molte organizzazioni, il mission statement viene definito dall'alta direzione dell'organizzazione stessa.

## Mission e vision
Il mission statement è il "manifesto" della missione ed è in molti sensi analogo alla visione aziendale (vision statement). Tuttavia, a differenza di questo, tende a focalizzarsi più sul presente e a fornire una guida operativa da potere applicare in qualsiasi momento e per risolvere qualsiasi eventuale situazione inattesa, mentre la vision statement è rivolta a motivare il miglioramento dell'organizzazione verso una prospettiva in un futuro ben definito (generalmente stabilito nei prossimi 3-5 anni) e in un certo qual modo "ispirare" i soggetti coinvolti.
Per questo motivo, il mission statement, se scritto correttamente, può essere valido per tutta la vita dell'organizzazione, mentre il vision statement dovrebbe essere aggiornato al termine del periodo di tempo definito.
Assieme al vision statement e ai valori aziendali (core values), è utilizzato come punto di partenza per svolgere una pianificazione strategica, e quindi per definire gli obiettivi dell'organizzazione nel lungo e breve termine attraverso la definizione e applicazione di opportuni indicatori chiave di prestazione (KPI).
Secondo Kotler, una dichiarazione di intenti chiara e ponderata, sviluppata in collaborazione e condivisa con manager, dipendenti e spesso clienti, fornisce un senso condiviso di scopo, direzione e opportunità.

## Esempi di missione aziendale
Alcune aziende preferiscono descrivere la propria mission con medio-lunghe argomentazioni:
- Nokia – «Mettendo in contatto le persone noi aiutiamo il soddisfacimento di un fondamentale bisogno umano di contatti e relazioni sociali. La Nokia costruisce ponti tra le persone - sia quando sono lontane che faccia-a-faccia - e colma il divario tra le persone e le informazioni di cui hanno bisogno. (“By connecting people, we help fulfill a fundamental human need for social connections and contact. Nokia builds bridges between people – both when they are far apart and face-to-face – and also bridges the gap between people and the information they need.”)»
- Ferrero - «Qualità elevatissima, cura artigianale, freschezza del prodotto, accurata selezione delle migliori materie prime, rispetto e considerazione del cliente: ecco le “parole chiave” e i valori Ferrero, che hanno reso note e apprezzate da milioni di consumatori le specialità dolciarie prodotte nel mondo. Prodotti frutto di idee innovative, quindi spesso inimitabili pur essendo di larghissima diffusione, entrati a far parte della storia del costume di molti paesi, dove sono a volte considerati autentiche icone.»

Altre preferiscono una comunicazione più concisa:
- Ferrari - «costruire vetture sportive uniche, destinate a rappresentare, in pista come sulle strade, l'automobile italiana d'alta scuola. Simbolo di eccellenza e di sportività, Ferrari non ha bisogno di presentazioni»
- Wal-Mart – «Dare alla gente comune la possibilità di acquistare le stesse cose dei ricchi (“To give ordinary folk the chance to buy the same thing as rich people.”)»

O addirittura decidono di limitare la mission ad un semplice slogan dal grande effetto comunicativo:
- Walt Disney – «Rendere felici le persone (“To make people happy”)»

## Criteri
Secondo alcuni un buon mission statement dovrebbe rispondere alle tre domande fondamentali:
- Cosa fa l'organizzazione?
- Come lo fa?
- Perché lo fa?

Gli elementi che si consiglia siano presenti in un buon mission statement sono:
- Valori aziendali
- Ispirazione dei soggetti coinvolti
- Plausibilità
- Specificità.

Altre indicazioni riguardano il mantenere la mission statement piuttosto breve (1-2 frasi) e coinvolgere i soggetti coinvolti nella sua definizione, chiedendo loro dei pareri in proposito.

## Comunicazione interna e condivisione di valori, visione e missione
Visione, missione e valori sono parte della strategia d'impresa, svolgono una funzione di comunicazione della strategia, rafforzano l'identità dell'organizzazione, l'identificazione dei singoli membri con questa, agevolano l'allineamento degli obiettivi individuali ed entrano a far parte del sistema di incentivi individuale dei membri migliorandone i rendimenti.
Condizioni dell'assolvimento di queste funzioni sono:
- l'attenzione costante alla comunicazione interna di visione, missione e valori;
- l'allineamento degli obiettivi di medio termine con visione, missione e valori;
- la promozione dell'armonizzazione dei sistemi di obiettivi e valori individuali dei membri con quelli dell'organizzazione.